# Sans attendre
Sans attendre è un album in lingua francese della cantante canadese Céline Dion, pubblicato dalla Columbia Records il 5 novembre 2012. È il suo primo album in studio francese dopo cinque anni dalla pubblicazione nel 2007 di D'elles. Sans attendre presenta sedici brani prodotti principalmente da Jacques Veneruso, David Gategno e Scott Price e contiene tre duetti con Johnny Hallyday, Jean-Pierre Ferland e Henri Salvador. Il primo singolo dell'album, Parler à mon père è stato pubblicato il 2 luglio 2012 mentre Le miracle è stata selezionata come secondo singolo promozionale. Entrambe le canzoni raggiunsero la prima posizione in Québec. Come terzo singolo fu utilizzato Qui peut vivre sans amour?, inviato alle stazioni radio nel marzo 2013.
Sans attendre ha ricevuto recensioni differenti da parte della critica; alcuni critici di musica notarono che l'album era un disco molto personale e autobiografico e sobrio. I vari temi delle canzoni includono il desiderio di rivedere un padre defunto, la crudeltà dell'amore, il potere di guarigione delle lacrime, i giorni calanti di una madre anziana o la miseria della morte di un bambino. A livello commerciale, l'album divenne un successo strepitoso in tutti i territori di lingua francese. Debuttò al primo posto in Canada e in Francia con un impressionante primo giorno di vendite di quasi 100.000 unità in ogni paese. Sans attendre fu anche in cima alla classifiche di Belgio Vallonia e raggiunse le top ten di Svizzera, Polonia e Corea del Sud. L'album fu certificato disco di diamante in Francia, tre volte disco di platino in Canada, platino in Belgio e oro in Svizzera e Polonia. Sans attendre ha venduto in totale, oltre 1,5 milioni di copie in tutto il mondo.

## Antefatti
Il 7 giugno 2012, il sito web ufficiale di Céline Dion annunciò: «Durante aprile e maggio, Céline ha iniziato a registrare le canzoni per i suoi prossimi album inglesi e francesi, che verranno rilasciati entro la fine dell'anno. Il CD francese includerà tutto il nuovo materiale e il CD inglese presenterà versioni in studio di brani precedentemente inediti dal suo spettacolo di Las Vegas, oltre a diverse nuove canzoni. "Facciamo un sacco di canzoni nello show che non ho mai registrato prima, e le persone chiedono sempre queste cose quando visitano la nostra Boutique, quindi è fantastico che finalmente le registreremo". Céline ha aggiunto, "Ho anche ricevuto alcune nuove canzoni incredibili di cui sono molto entusiasta", e alla fine speriamo di mettere uno o due di questi nello show." Non possiamo aspettare! Fino ad allora, puoi vedere Céline esibirsi a Las Vegas questa estate.» Alla domanda sulla differenza tra cantare in francese e in inglese, la Dion rispose: "È come indossare un paio di jeans o un abito da sera. Non puoi cambiare quello che c'è nel tuo sangue. Il francese è la mia casa, le mie radici. È dove io vivo per primo. Il francese è un'energia più interiore, più poetica, ma quando canto in inglese ci sono diverse emozioni: come cantante non posso scegliere, ho bisogno di entrambi."
Il 29 giugno 2012, il celinedion.com presentò in anteprima un frammento di trenta secondi del primo singolo scritto e co-prodotto da Jacques Veneruso, Parler à mon père, incluso nel nuovo album francese, la cui uscita fu prevista per il 5 novembre 2012. Tuttavia, in alcuni paesi europei, l'album fu pubblicato il 2 novembre 2012. La copertina del singolo è stata rivelata lo stesso giorno. La versione completa di Parler à mon père fu presentata in anteprima il 1º luglio 2012 e il singolo fu distribuito negli store digitali in paesi selezionati il giorno successivo.
Durante l'intervista con Le Parisien, Céline annunciò il titolo del suo prossimo album francese, Sans attendre (Senza aspettare). Più tardi rivelò che per lei il titolo significa "non lasciare a domani quello che puoi fare oggi" e che "oggi" è il giorno più importante. Ha anche parlato di Parler à mon père, che parla di suo padre che morì nel 2003. Era il suo più grande fan e lei pensa a lui ogni giorno e sa di essere sempre con lei, a vegliare sui suoi figli. Il 19 agosto 2012, il sito web ufficiale della Dion pubblicò altre informazioni riguardo all'album, che avrebbe incluso Une chance qu'on s'a, un duetto con l'artista canadese Jean-Pierre Ferland, che scrise anche il testo della canzone. La Dion e Ferland avevano già unito le loro voci durante il concerto Céline sur les Plaines che celebrava il 400º anniversario di Québec City nel 2008. Fu anche annunciato un duetto con il cantante francese Johnny Hallyday. Un'anteprima del video musicale di Parler à mon père fu pubblicata su celinedion.com il 5 settembre 2012 e il video completo fu presentato per la prima volta il giorno successivo. Il videoclip è stato girato a Las Vegas il 16 luglio 2012 nella Death Valley e diretto da Thierry Vargnes che in precedenza lavorò con Céline per i video musicali di Et s'il n'en restait qu'une (je serais celle-là) e Immensité. La Dion finì di registrare il suo album francese nel settembre 2012.
Il 1º ottobre 2012, il sito web ufficiale della Dion presentò la copertina dell'album e annunciò in un comunicato stampa che Sans attendre sarebbe stato distribuito in due versioni: edizione standard con quattordici brani e un libretto di ventiquattro pagine in una jewel case e l'edizione deluxe con sedici brani, un libretto di ventiquattro pagine e un calendario da tavolo di dodici pagine in uno speciale digipak.

## Contenuti
La copertina dell'album è stata creata dall'illustratrice Aurore Hutton, nipote dell'ex presidente francese Valéry Giscard d'Estaing. Jean-Pierre Ferland, cantautore canadese, appare due volte nell'album con la sua canzone, Une chance qu'on s'a cantata in duetto con Céline e con il testo di Je n'ai pas besoin d'amour, scritta da lui stesso. Luc Plamondon, paroliere canadese donò a Céline la canzone Que toi au monde. Entrambi gli artisti lavorarono insieme alla cantante nell'album Dion chante Plamondon del 1991. Altri artisti duettarono con Céline per il suo nuovo disco: il cantante e attore francese, Johnny Hallyday con cui cantò L'amour peut prendre froid (un adattamento in lingua francese di Love Me Anyway interpretato da Mary Ann Redmond) e il cantante franco-caraibico, Henri Salvador con il quale cantò in un duetto virtuale intitolato Tant de temps. Céline eseguì i due duetti con Hallyday in passato, durante gli speciali televisivi francesi: L'envie nel 2005 e Blueberry Hill nel 2007. Anche durante lo speciale televisivo francese nel 2003, eseguì un duetto con Salvador in Le loup, la biche et le chevalier (une chanson douce). La versione da studio di questa canzone è stata successivamente inclusa nell'album Miracle.
I nuovi arrivati nella lista dei collaboratori di Céline sono Grand Corps Malade, che scrisse il testo di La mer et l'enfant e Stanislas con Maxime Le Forestier, che scrissero Moi quand je pleure (nel 2000, Le Forestier scrisse Tomber, successivamente registrato dalla Dion in inglese con il titolo Ten Days e incluso nell'album A New Day Has Come). Jacques Veneruso, un collaboratore di lunga data scrisse Parler à mon père, il primo singolo promozionale e fu anche co-produttore dell'album e compositore degli arrangiamenti per la maggior parte delle canzoni. Veneruso lavorò con la Dion nei suoi precedenti album numeri uno: 1 fille & 4 types (2003), On ne change pas (2005) e D'elles (2007). È autore di molti dei suoi successi in lingua francese, tra cui Sous le vent, Tout l'or des hommes e Je ne vous oublie pas. Un altro membro del team fu David Gategno che produsse e scrisse le musiche di quattro brani. Gategno lavorò con la Dion in precedenza per l'album D'elles e fu l'artefice del suo numero uno francese, Et s'il n'en restait qu'une (je serais celle-là). Sans attendre include anche una versione in studio di Ne me quitte pas, canzone che spesso viene cantata dalla Dion durante il suo nuovo show di Las Vegas, Celine. La canzone è stata scritta e originariamente registrata dal cantautore belga Jacques Brel nel 1959. I testi e le anteprime di trenta secondi di tutte le canzoni furono pubblicati sul celinedion.com il 18 ottobre 2012. Secondo Céline Dion, "questo album parla di sentimenti e di essere vicino alle persone che mi conoscono da molto tempo, posso parlarle liberamente senza doverle convincere di ciò di cui sono capace. È come un invito VIP: Io ti invito a casa mia". Nel maggio 2013, l'edizione deluxe di Sans attendre fu ripubblicata in Francia, Belgio e Svizzera, con un libretto di cinquantasei pagine con disegni di Aurore Hutton, in sostituzione del calendario da tavolo.

## Singoli
Il primo singolo, Parler à mon père è stato rilasciato nei negozi digitali il 2 luglio 2012 e ha raggiunto la numero uno rimanendovi per dieci settimane nella classifica del Québec, la numero otto in Francia, la numero undici in Belgio e la numero venticinque in Svizzera. Il videoclip della canzone è stato presentato per la prima volta il 6 settembre 2012.
L'uscita del secondo singolo, Le miracle, fu annunciato il 28 ottobre 2012 e il videoclip fu presentato per la prima volta il 20 novembre 2012. La canzone raggiunse la prima posizione in Québec e la numero 27 in Belgio Vallonia, mentre in Francia salì alla posizione 77. Sebbene non sia stato pubblicato come singolo, Les petits pieds de Léa raggiunse la numero 80 nella Billboard Canadian Hot 100 grazie alle vendite digitali dopo l'uscita dell'album.
Il terzo singolo, Qui peut vivre sans amour? fu annunciato dal sito web ufficiale della Dion il 10 febbraio 2013 e fu inviato alle stazioni radio dei paesi francofoni nel marzo 2013. Il video musicale fu presentato per la prima volta il 19 aprile 2013. L'8 aprile 2014, Celle qui m'a tout appris fu annunciata come singolo promozionale della nuova pubblicazione della cantante, Céline une seule fois / Live 2013.

## Promozione
Per l'uscita del suo nuovo album in lingua francese, Céline Dion registrò il 15 ottobre 2012 a Montréal, uno speciale televisivo intitolato Céline Dion ... Sans attendre, trasmesso il 4 novembre 2012 su TVA. Durante la puntata eseguì dei brani selezionati da Sans attendre, tra cui: Parler à mon père, Je n'ai pas besoin d'amour, Une chance qu'on s'a (in duetto con Jean-Pierre Ferland), Celle qui m ' un tout appris, Que toi au monde, La mer et l'enfant e Le miracle. In altre parti dello speciale televisivo, furono mostrate la sessione di registrazione in studio del brano Les petits pieds de Léa, il duetto di Mille après mille con Fred Pellerin e un medley dei suoi successi con i concorrenti di Star Académie. Anche Véronic DiCaire, un imitatore canadese, si esibì durante la serata. Lo speciale televisivo divenne lo spettacolo più visto della televisione québecchese, con 2.386.000 spettatori e uno share del 57,9%. Anche per la promozione in Québec, la Dion eseguì Je n'ai pas besoin d'amour su Tout le monde en parle, trasmesso l'11 novembre 2012. Il 22 novembre 2012, la cantante ricevette un Bambi Award in Germania e durante la cerimonia eseguì due canzoni, tra cui Ne me quitte pas.
Il secondo speciale televisivo, questa volta per la Francia, intitolato Céline Dion, Le grand show fu trasmesso il 24 novembre 2012 su France 2. Céline eseguì quattro canzoni da Sans attendre: Parler à mon père, L'amour peut prendre froid con Johnny Hallyday, Le miracle e Qui peut vivre sans amour?. Lo spettacolo incluse anche le esibizioni di molti artisti che cantarono le proprie canzoni o degli omaggi alla Dion. La cantante si esibì in molti duetti tra cui Qui a le droit ... con Patrick Bruel, J'irai où tu iras con Florent Pagny e Voler con Michel Sardou e cantò anche alcuni dei suoi successi. Lo speciale televisivo divenne il secondo spettacolo più visto della serata, attirando un pubblico di 4.874.000 spettatori e perdendo solo leggermente contro i 5.040.000 telespettatori che seguirono Danse avec les stars. Il 28 novembre 2012, durante lo spettacolo di France 5, C à vous, Céline Dion si esibì con il brano La mer et l'enfant. Il 2 dicembre 2012 apparse a Chabada su France 3 ecantò tre canzoni del suo nuovo album: Le miracle, Ne me quitte pas con Florent Pagny e Parler à mon père. Eseguì anche alcuni duetti con gli artisti invitati allo show. La puntata dedicata alla Dion divenne un grande successo con 1,5 milioni di spettatori, stabilendo un record per il programma. Nello stesso giorno la Dion si esibì con Parler à mon père su Vivement Dimanche su France 2. Il 17 dicembre 2012 Céline tornò su France 3 in uno spettacolo chiamato Céline en toute intimité, un programma in cui Céline fu intervistata dal conduttore e dove eseguì dei brani di Sans attendre, tra cui Si je n'ai rien de toi, Le miracle, Attendre e L'amour peut prendre froid con Johnny Hallyday. Lo spettacolo comprendeva anche dei frammenti dello speciale televisivo canadese. Il 20 dicembre 2012, la Dion fu ospitata in un altro speciale televisivo a lei dedicato e intitolato We Love Céline su NRJ 12. Lì cantò Parler à mon père, Qui peut vivre sans amour? e Le miracle. La cantante canadese si esibì in un duetto con Maurane in Quand on n'a que l'amour e cantò Pour que tu m'aimes encore a cappella con Chimène Badi. Molti altri artisti fecero i loro omaggi cantando le sue canzoni, tra cui Stanislas che cantò Moi quand je pleure. Durante la promozione di Sans attendre in Francia nel novembre 2012, Céline registrò l'esibizione di Ne me quitte pas per Simplement pour un soir che fu trasmessa il 12 gennaio 2013 su France 2. La promozione per il nuovo album si concluse il 20 gennaio 2013, quando l'esibizione di Le miracle, registrata a novembre 2012, fu proiettata su Vivement Dimanche.
Sei mesi dopo, il 27 luglio 2013, la Dion eseguì sei canzoni del suo ultimo album durante il suo concerto in Québec, Céline ... une seule fois. Grazie al successo di Sans attendre, la cantante intraprese il tour di Sans attendre Tour nel novembre 2013 e tenne molti concerti sold-out in Belgio e Francia. Durante la sua visita in Francia a novembre e dicembre 2013, la Dion eseguì Parler à mon père e Qui peut vivre sans amour? su C'est votre vie e Parler à mon père su Les chansons d'abord. Inoltre, il suo concerto Céline ... une seule fois fu trasmesso a fine dicembre 2013 in Svizzera, Francia e Belgio. Inoltre eseguì nuovamente Parler à mon père in duetto con Tal nel programma Ce soir on chante trasmesso il 3 gennaio 2014. Il concerto di Céline ... une seule fois con brani bonus registrati a Parigi durante il Sans attendre Tour, intitolato Céline une seule fois / Live 2013 fu pubblicato il 16 maggio 2014 su CD/DVD.

## Recensioni da parte della critica
Sans attendre ha ricevuto recensioni sia positive sia negative da parte della critica musicale. Secondo Bernard Perusse di The Gazette, l'album è pieno di grandi emozioni drammatiche con vari temi nelle canzoni: il desiderio di parlare ad un padre defunto, la crudeltà dell'amore, il potere curativo delle lacrime, il tempo che invecchia una mamma, l'emozionante consolazione cercata da un genitore solo, la perdita di un amante in guerra, la consapevolezza che un rapporto di lunga data è morto, la miseria della morte di un bambino e lo sconvolgimento romantico di una lotta seria. Perusse ha elogiato il "leggermente orchestrato" del brano Moi quand je pleure con un'insolita struttura di accordi, il "rinfrescante sottomesso" Parler à mon père e Le miracle, "l'impetuoso attacco" sul classico di Jacques Brel, Ne me quitte pas e il "pop utile" di Les jours comme ça. Tuttavia, il critico chiamò Qui peut vivre sans amour? una "quasi vetrina per un'arena rock" e Les petits pieds de Léa una composizione "sfortunata" uscita dal dolore. In quest'ultima traccia, una madre canta al suo bambino morto e rimugina su tutti i momenti che non condivideranno. L'ispirazione proviene dalla tragedia della vita reale della paroliere Marianne L'Heureux. Secondo Alain de Repentigny di La Presse, gli autori e i compositori di Sans attendre non hanno lo stesso talento e spesso il cantante ha un aspetto migliore suggerendo di "trovare qualcuno come Jean-Jacques Goldman e fare l'intero album con lui facendo una scelta migliore". Repentigny ha elogiato il brano Celle qui m'a tout appris con testi di Nina Bouraoui, definendola una delle migliori canzoni dell'album. Un'altra canzone che spicca è Que toi au monde, scritta da Luc Plamondon sul soldato che va in guerra. Repentigny ha definito Tant de temps come una traccia "bella" e una "grande annata", molto diversa dalla versione pubblicata sull'omonimo album di bossa nova di Henri Salvador, pubblicato all'inizio del 2012. Secondo Kieron Tyler di The Arts Desk, l'album "non fermerà il mondo girando", ma "è buono. In generale, Sans attendre abbraccia una lucida e moderna "chanson francese" con canzoni che hanno melodie nostalgiche rimbombanti". Il "mid-pace non viene mai superato" e ogni possibilità di "tuffarsi in un coro in ascesa" è stata presa. La cosa più sorprendente di Sans attendre è la sua moderazione. Il "vorticoso" Celle qui m'a tout appris potrebbe essersi trasformato in una power ballad, ma invece si tratta della melodia e dell'umore, anche il "coro kiddie di massa" su Le miracle è "tenuto sotto controllo" e non "si perde nel glutinoso". Je n "ai pas besoin d'amour è uno "svenimento intimo, fonico", anche se Tyler ha criticato la grafica dell'album come "un po 'di formaggio in stile illuminato", scrivendo che Sans attendre contiene un pop moderno ed elegante di un tipo che "chiede di essere ascoltato al di là del mondo che si sta indirizzando". Tra le canzoni che vale la pena di scaricare, Darryl Sterdan di Ottawa Sun ha citato Qui peut vivre sans amour? e Attendre. Paula Haddad di Music Story ha elogiato la melodia giocosa di Moi quand je pleure e ha scritto riguardo a La mer et l'enfant che è la canzone più bella dedicata alla maternità.
Lea Hermann di Focus ha elogiato il talento vocale della Dion, ma ha definito l'album banale. Secondo lei a spiccare nel disco sono in particolare due canzoni: la drammatica Qui peut vivre sans amour d'ispirazione rock e il duetto anni '90 con Johnny Hallyday, L'amour peut prendre froid. Tra le altre canzoni piaciute c'è Le miracle con "le sue voci di sottofondo fresche come la primavera", l'apripista Parler à mon père, Une chance qu'on s'a che ha paragonato a Beauty and the Beast , la tranquilla e malinconica Que toi au monde e Les petits pieds de Léa con "l'intro che suona come la melodia di un carillon". Hermann elogiò l'aspetto giocoso e femminile della copertina dell'album e del booklet, "amorevolmente illustrato con cuori, giocattoli per bambini e la chiave che allude alla doppia vita della Dion come cantante e madre". La giornalista dichiarò che la maggior parte delle canzoni di Sans attendre sono ugualmente giocose e femminili. Secondo Łukasz Mantiuk di All About Music, l'album è buono. Sans attendre è "sicuramente molto più tranquillo e mite di D'elles, ma ha il suo fascino". Tra i brani migliori ha menzionato Qui peut vivre sans amour?, Si je n'ai rien de toi, Le miracle, Parler à mon père e Ne me quitte pas. Tuttavia, ha criticato i duetti, definendoli simili tra loro. Secondo Jonathan Hamard di Pure Charts, Si je n'ai rien de toi è una delle canzoni più divertenti dell'album. D'altra parte, i temi della vita e della morte si mescolano su brani come Les petits pieds de Léa e Parler à mon père. Generalmente, le melodie nell'album hanno molto successo ma molti nuovi titoli mancano di carattere. Il singolo, Le miracle che è "un grande raggio di sole" in questo album malinconico, non è molto originale, lo stesso di Celle qui m'a tout appris, Que toi au monde e Une chance qu 'on s'a. Hamard ha anche affermato che i duetti lo hanno lasciato "più affamato". Secondo lui, l'album è irregolare e incoerente, forse a causa di molti scrittori e produttori che partecipano al progetto. Anche Marty Tobin di Quai Baco ha scritto che l'album non ha eguali con buone canzoni e alcune sono superflue. Ha elogiato Parler à mon père per la sua composizione e produzione di Jacques Veneruso e Le miracle che funziona a causa del coro e " del tocco di Céline", ma la canzone migliore dell'album è Moi quand je pleure, scritta da Maxime Le Forestier e Stanislas. Tra i brani più deboli, Tobin ha citato Attendre che, secondo lui, non lascia un'impressione duratura. Stephen Thomas Erlewine di AllMusic ha dato all'album tre stelle e mezzo su cinque, definendolo una collezione lunatica. Secondo lui, la produzione è relativamente contenuta e, a sua volta, dà molto spazio alla Dion per "esibirsi in tribune su questi racconti di crepacuore, invecchiamento e morte". Erlewine osservò che "queste non sono canzoni d'amore, sono canzoni di perdita e che in loro c'è un vero pathos", definendo Sans attendre uno dei migliori album della Dion negli ultimi anni.

## Successo commerciale
In Canada, Sans attendre debuttò in cima alla classifica con vendite di 92.135 copie, di cui 88.206 unità vendute solo in Québec. Sans attendre ottenne la seconda vendita settimanale più grande in assoluto nel 2012, superando Red di Taylor Swift con 450 copie in meno. È stata anche la settimana di debutto migliore per Céline Dion da quando One Heart vendette 97.000 copie nel 2003 e la migliore prima settimana totale per un artista canadese dal 2006, quando Gregory Charles vendette 93.000 copie di I Think of You. Sans Attendre ha anche ottenuto il secondo miglior risultato di vendite settimanali per un album francofono nell'era SoundScan, seguito dalla prima uscita di Star Académie, che ha venduto 174.000 copie nella sua settimana di debutto nel 2003. Nella seconda settimana, l'album scese alla numero due vendendo 28.000 copie. La settimana successiva, toccò la terza posizione e il 26 novembre 2012, l'album fu certificato triplo disco di platino in Canada per la vendita di 240.000 unità. Nella quarta settimana, salì alla numero due e la settimana successiva scese in quarta posizione. Dopo solo cinque settimane, Sans attendre fu inserito alla numero diciassette nella classifica annuale di BIllboard degli album più venduti in Canada nel 2012. Nella sesta settimana, l'album toccò la posizione numero sette e la settimana successiva salì alla numero sei. Nell'ottava settimana, che era l'ultima settimana del 2012, l'album scese in dodicesima posizione. Nella classifica annuale del 2012 degli album più venduti in Canada di SoundScan, che includeva solo otto settimane di vendita di Sans attendre, l'album occupò la posizione numero cinque con vendite di 209.000 copie, incluse 198.500 unità vendute solo in Québec. Sans attendre trascorse nove settimane alla numero uno della Québec Albums Chart. A luglio 2013, l'album ha venduto oltre 300.000 copie in Canada.
In Francia, l'album ha debuttato alla posizione numero uno vendendo 95.569 copie, diventando il secondo più grande debutto del 2012, solo dietro a Le bal des Enfoirés di Les Enfoirés. Nella seconda settimana, Sans attendre scese alla numero due vendendo 47.909 unità, detronizzato dall'album di Johnny Hallyday, L'attente che include anche L'amour peut prendre froid, un duetto con Céline. Il 24 novembre 2012, durante lo speciale televisivo francese, a Céline Dion fu consegnato il triplo disco di platino per aver venduto 300.000 copie di Sans attendre in Francia. Nella terza settimana, l'album vendette altre 35.910 copie scendendo in quarta posizione. La settimana successiva, dopo lo speciale televisivo, l'album balzò alla numero tre con vendite di 57.743 copie. Nella quinta settimana rimase alla numero tre vendendo 65.220 unità. La settimana successiva, l'album salì in seconda posizione con un altro aumento delle vendite, vendendo 77.835 copie. Nella settima settimana, poco prima di Natale, Sans attendre tornò in prima posizione con le sue maggiori vendite settimanali di 140.718 unità (+ 81%) e il secondo miglior punteggio settimanale del 2012. [82] Nell'ultima settimana del 2012, è sceso al numero due vendendo 47.605 copie. [83] Dopo sole otto settimane, diventando così l'album fisico più venduto del 2012 in Francia e il secondo album più venduto in assoluto, con vendite totali di 568.609 unità. Il 31 dicembre 2012 l'album fu certificato disco di diamante per la vendita di oltre 500.000 copie. Nelle prime quattro settimane del 2013, Sans attendre rimase in seconda posizione vendendo rispettivamente 20.397, 13.929, 10.323 e 9.854 copie. La settimana successiva, l'album scese alla numero quattro vendendo 7.905 unità. Nella quattordicesima settimana, Sans attendre scese alla numero cinque con vendite di 7.068 copie. La settimana successiva, l'album scese all'ottava posizione vendendo 7.200 unità e portando le vendite totali a 645.285 copie. A partire da novembre 2013, l'album vendette oltre 800.000 copie in Francia, diventando uno degli album più venduti negli ultimi anni.
Sans attendre raggiunse il primo posto anche in Belgio Vallonia (per cinque settimane non consecutive), la numero due in Svizzera e Taiwan e la numero otto in Polonia e Corea del Sud, ottenne la certificazione di platino in Belgio e d'oro in Svizzera e Polonia. Dopo solo sei settimane, l'album fu inserito nelle classifiche di fine anno del 2012 in Belgio Vallonia (numero quattro) e Svizzera (numero trentanove). A partire da novembre 2013, Sans attendre ha venduto oltre 1,5 milioni di copie in tutto il mondo.

## Riconoscimenti
Nel gennaio 2013, la Dion fu candidata nella categoria Artista Femminile dell'Anno ai Victoires de la Musique. Nel febbraio 2013 fu nominata in tre categorie ai Juno Award del 2013 nelle categorie: Album dell'Anno (Sans attendre), Album adult contemporary dell'Anno (Sans attendre) e Fan Choice Award. Nel marzo 2013, Céline fu anche nominata in quattro categorie ai World Music Award, tra cui: Miglior artista femminile al mondo, Miglior live del mondo, Miglior intrattenitore dell'anno mentre Sans attendre fu candidato per la categoria Miglior album del mondo. Nel settembre 2013, la cantante canadese fu candidata in sei categorie ai Félix Award: Artista femminile dell'anno, Artista canadese di maggior successo fuori dal Québec, Canzone più popolare dell'anno (Parler à mon père), Album adult contemporary dell'anno (Sans attendre), Album più venduto dell'anno (Sans attendre) e Spettacolo televisivo dell'anno (per lo speciale televisivo Céline Dion ... Sans attendre). Sans attendre vinse ai Félix Award nell'ottobre 2013, come Album adult contemporary dell'anno e Album più venduto dell'anno.

## Tracce

### Sans attendre- (Standard edition)
1. Parler à mon père – 2:55 (Jacques Veneruso)
2. Le miracle – 3:57 (Marie Bastide, Gioacchino Maurici)
3. Qui peut vivre sans amour? – 3:29 (Elodie Hesme, David Gategno)
4. L'amour peut prendre froid (feat. Johnny Hallyday) – 3:29 (Christophe Miossec, Todd Wright, Mary Ann Redmond)
5. Attendre – 3:28 (Hesme, Gategno)
6. Une chance qu'on s'a (feat. Jean-Pierre Ferland) – 3:32 (Jean-Pierre Ferland, Alain Leblanc)
7. La mer et l'enfant – 3:09 (Grand Corps Malade, David Gategno)
8. Moi quand je pleure – 3:51 (Maxime Le Forestier, Stanislas)
9. Celle qui m'a tout appris – 3:48 (Nina Bouraoui, Veneruso)
10. Je n'ai pas besoin d'amour – 3:32 (Ferland, Daniel Mercure)
11. Si je n'ai rien de toi – 4:01 (Hesme, Gategno)
12. Que toi au monde – 3:51 (Luc Plamondon, Davide Esposito)
13. Tant de temps (feat. Henri Salvador) – 4:07 (Sylvain Lebel, Christian Loigerot)
14. Les petits pieds de Léa – 4:00 (Marianne L'Heureux, Sophie Vaillancourt)

### Sans attendre- (Deluxe edition)
L'edizione deluxe include due tracce in più rispetto all'edizione standard.
1. Ne me quitte pas – 4:18 (Jacques Brel)
2. Les jours comme ça – 3:04 (François Welgryn, William Rousseau, Rodrigue Janois)

## Classifiche

### Classifiche settimanali
| Classifica (2012) | Posizione massima |
| ----------------- | ----------------- |
| Austria           | 47                |
| Belgio (Fiandre)  | 19                |
| Belgio (Vallonia) | 1                 |
| Canada            | 1                 |
| Finlandia         | 40                |
| Francia           | 1                 |
| Germania          | 44                |
| Grecia            | 11                |
| Italia            | 20                |
| Paesi Bassi       | 20                |
| Polonia           | 8                 |
| Portogallo        | 27                |
| Regno Unito       | 158               |
| Repubblica Ceca   | 46                |
| Svezia            | 49                |
| Svizzera          | 2                 |
| Ungheria          | 13                |

### Classifiche di fine anno
| Classifica (2012)              | Posizione |
| ------------------------------ | --------- |
| Belgio (Vallonia)              | 4         |
| Canada                         | 17        |
| Francia                        | 2         |
| Svizzera                       | 39        |
| Classifica di fine anno (2013) | Posizione |
| Belgio (Fiandre)               | 182       |
| Belgio (Vallonia)              | 10        |
| Canada                         | 13        |
| Svizzera                       | 35        |